# Michalina Rogińska

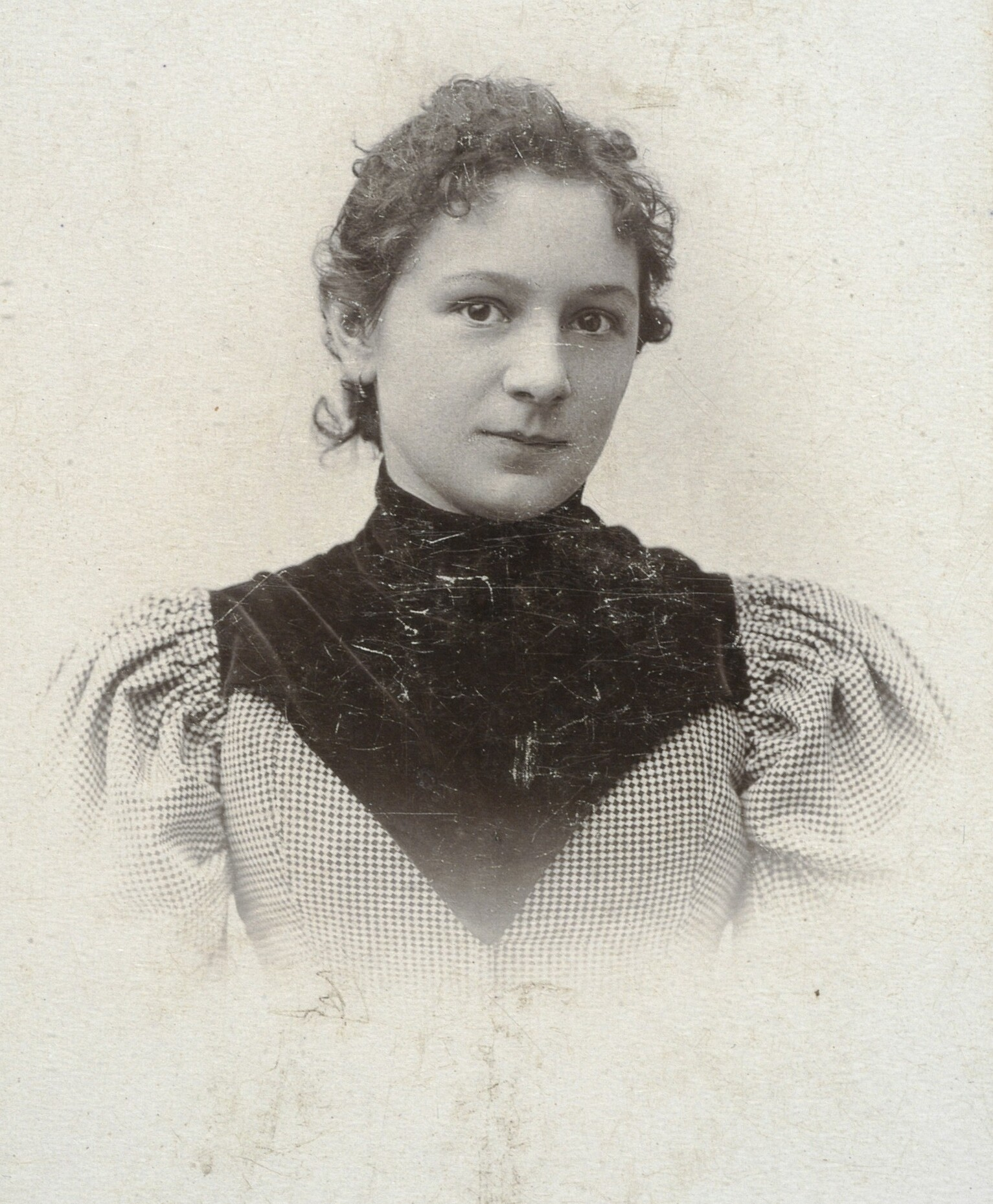
Portret Michaliny Rogińskiej, ok. 1898

Michalina Rogińska (ur. 1876 w Warszawie, zm. 1939 tamże) – tancerka Teatru Wielkiego w Warszawie.
Debiutowała 17 sierpnia 1889 w tym teatrze w wodewilu W Tatrach w solowym tańcu góralskim. W październiku 1892 została pierwszą solistką, a w styczniu 1896 główną primabaleriną. Tańczyła główne partie w baletach. Sławę przyniosły jej występy m.in. w Esmeraldzie, Katarzynie, córce bandyty, Panu Twardowskim, Damie kierowej, Postoju kawalerii. Będąc u szczytu kariery postanowiła ją zakończyć – jej ostatni występ odbył się 15 czerwca 1900 w balecie Syrena. Wkrótce poślubiła Eugeniusza Filleborna. Zginęła we wrześniu 1939 od bomby, zrzuconej przez wojska niemieckie na Warszawę.